# Botanische Tuin Fort Hoofddijk
De Botanische tuin Fort Hoofddijk in Utrecht is een botanische tuin van de Botanische Tuinen van de faculteit bètawetenschappen van de Universiteit Utrecht. De tuin is gevestigd op en rondom Fort Hoofddijk en herbergt de levende plantencollectie van de universiteit. De tuin ligt aan de rand van het universiteitscomplex Utrecht Science Park (voorheen 'De Uithof') en beslaat een oppervlakte van 8 hectare. Halverwege 2007 telde de collectie ruim zesduizend plantensoorten. 

## Geschiedenis
Het fort is in 1963 door de universiteit aangekocht van het ministerie van Defensie. Dat jaar werd begonnen met de aanleg van een rotstuin op het fort. De rotstuin is ontworpen door Willy A.H. Fromme (1915-2008).  2100 ton rotsachtig materiaal uit de Ardennen werd hiervoor aangevoerd. Een deel van de gebruikte stenen zijn hoogoven-sintels, die kwamen uit de rotstuin van het Cantonspark in Baarn, die ook door hem en de hortulanus Muyser was aangelegd. Andere stenen werden door Fromme persoonlijk uitgezocht in de Ardeense steengroeven. 
In 1987 werd een computergestuurd tropisch kassencomplex geopend. Naar dit complex verhuisde de botanische collectie uit de kassen van landgoed 'Sandwijck' dat toen zijn functie als botanische kas verloor.  Daarna werd een evolutietuin/systeemtuin aangelegd. In 1995 werd voor een algemeen publiek de educatieve ontdektuin aangelegd.

## Tuinen

### Rotstuin
In deze rotstuin groeien 1600 berg- en rotsplanten uit de gehele wereld, met een focus op de alpen. Doordat gebruik is gemaakt van het fort zijn er veel hoogteverschillen. Er bevindt zich een waterval en verschillende bergbeekjes. De rotstuin staat te boek als de grootste rotstuin van Nederland en een van de grootste van Europa. Er is een populatie van (uitgezette) muurhagedissen. Aan de achterzijde van de rotstuin is een stukje Drentse heide aangelegd.

### Buitenfort
Het deel buiten de fortgracht doet dienst als een heemtuin met wilde planten. Het is voornamelijk grasland dat door extensief maaibeheer inmiddels zo'n 80 soorten uit het Kromme Rijngebied omvat.

### Thematuin
De thematuin is aangelegd rond 17 thema's. Bezoekers kunnen hier de planten ruiken en aanraken waardoor deze ook geschikt is voor mensen met een visuele beperking.

### Systeemtuin
In de systeemtuin kunnen studenten door het bewandelen van paden vanuit de magnoliabloem de verwantschapslijnen aanschouwen van verschillende plantensoorten.

### Kassen
De kassen omvatten tropische en subtropische planten.

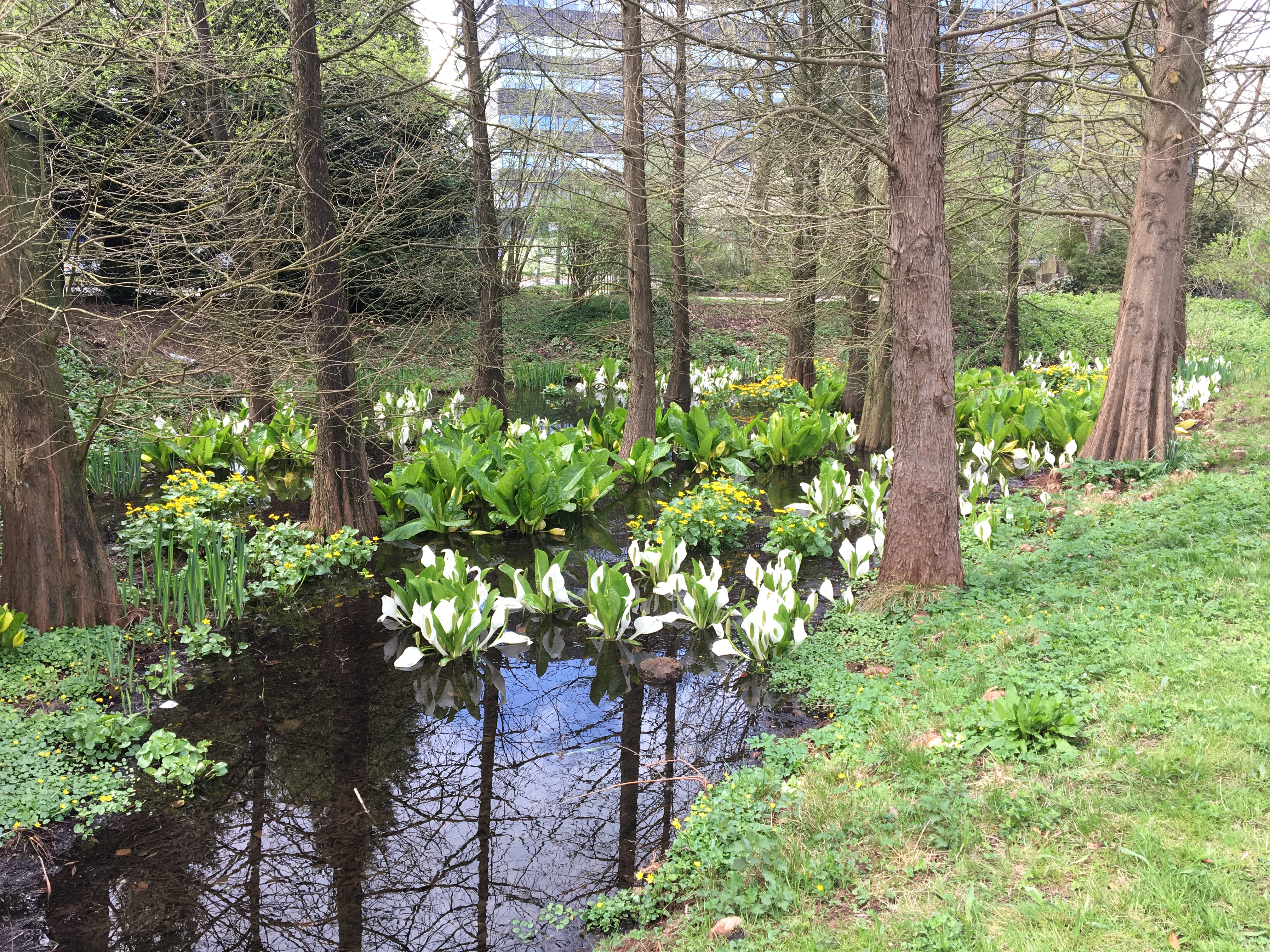
Taxodiummoeras
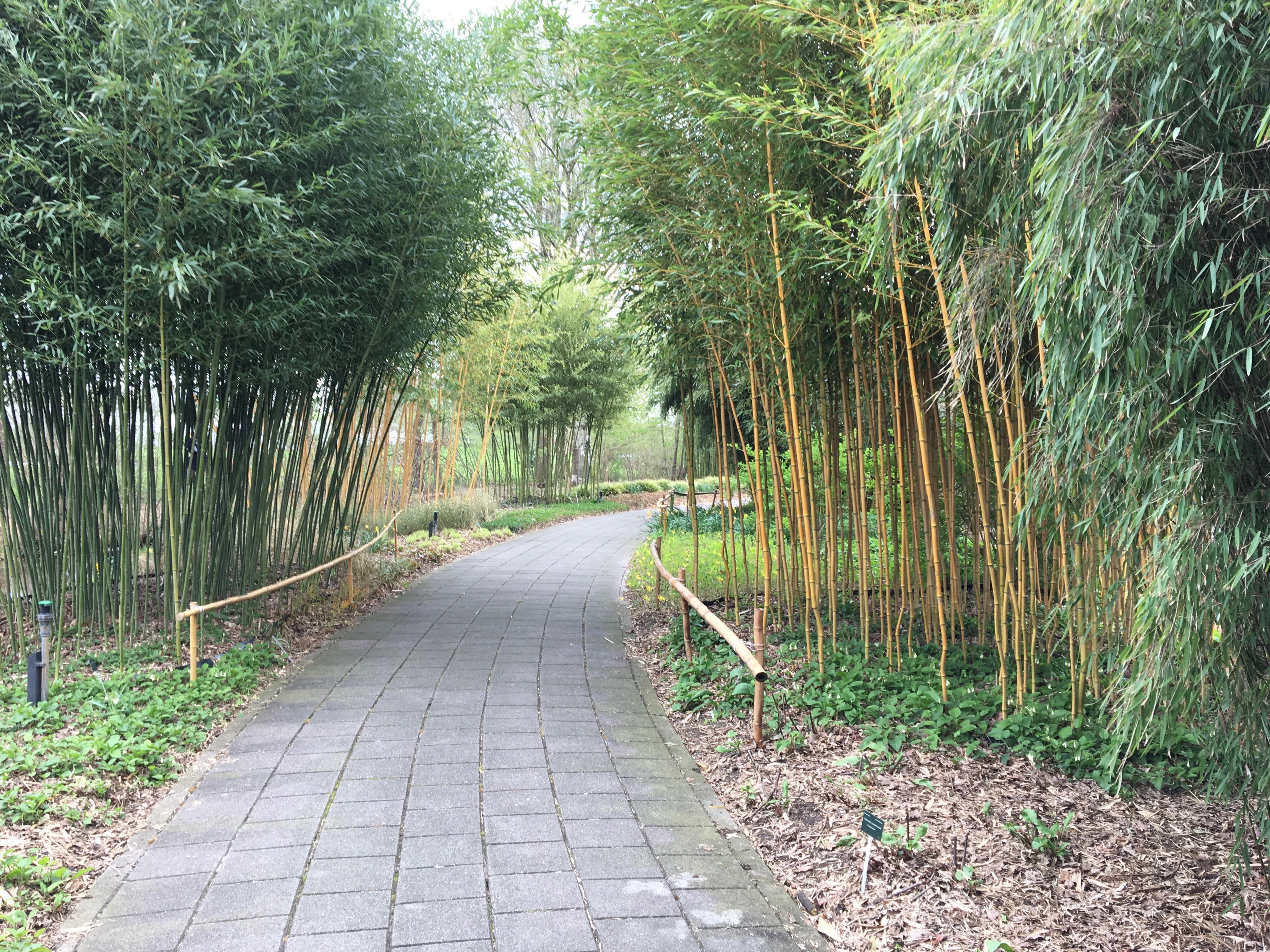
Bamboebos
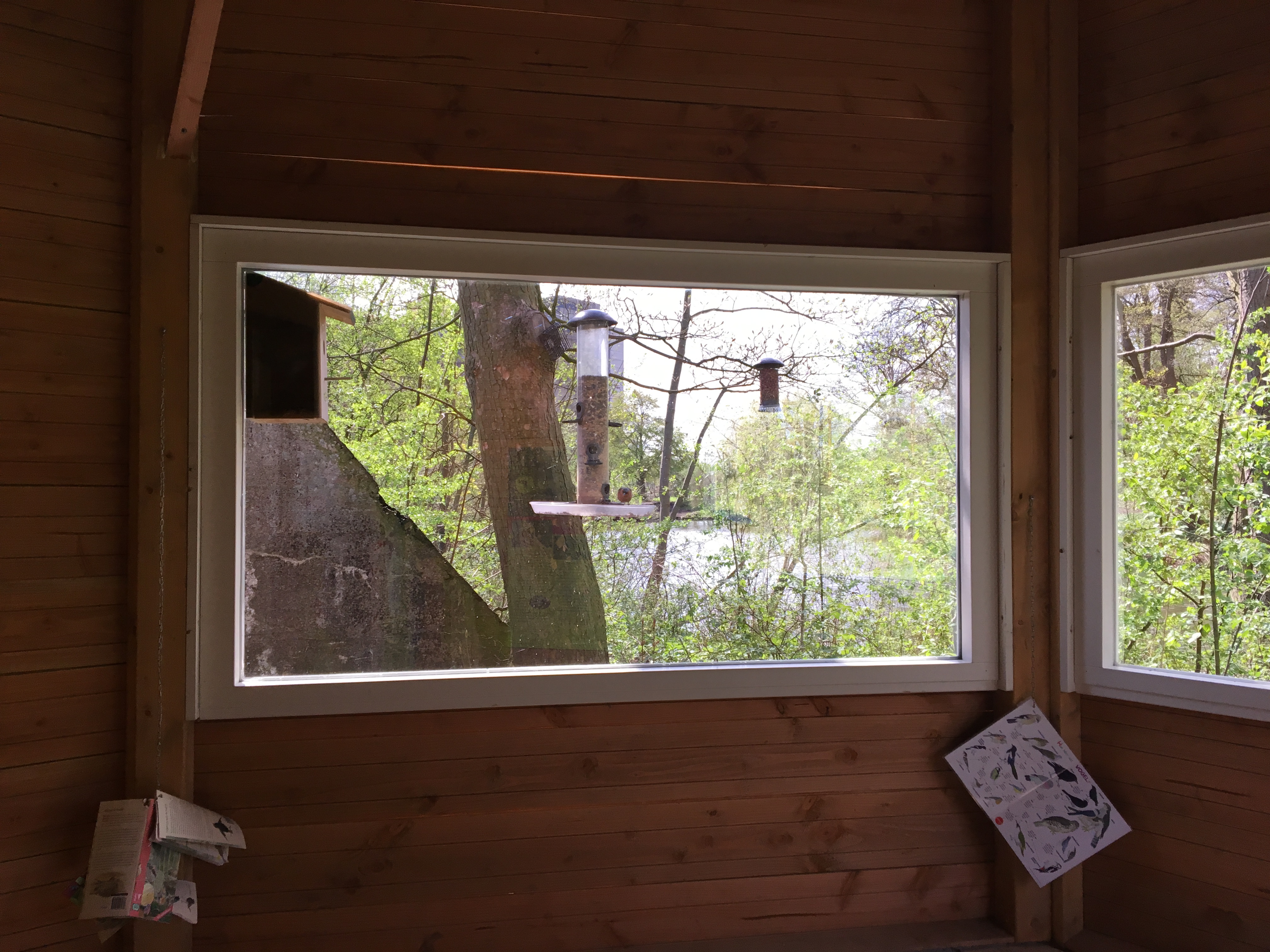
Vogelkijkhut
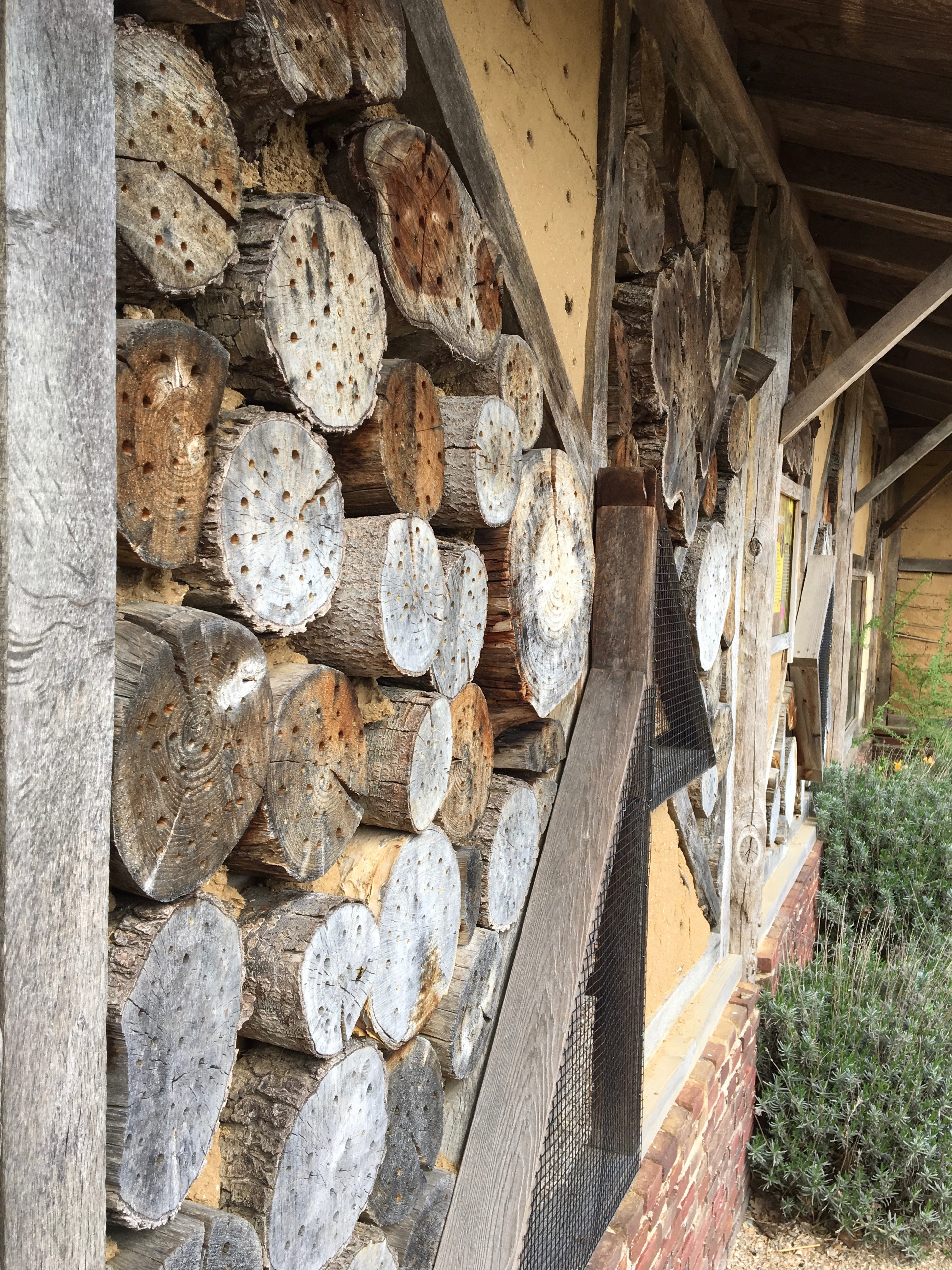
Bijenhotel
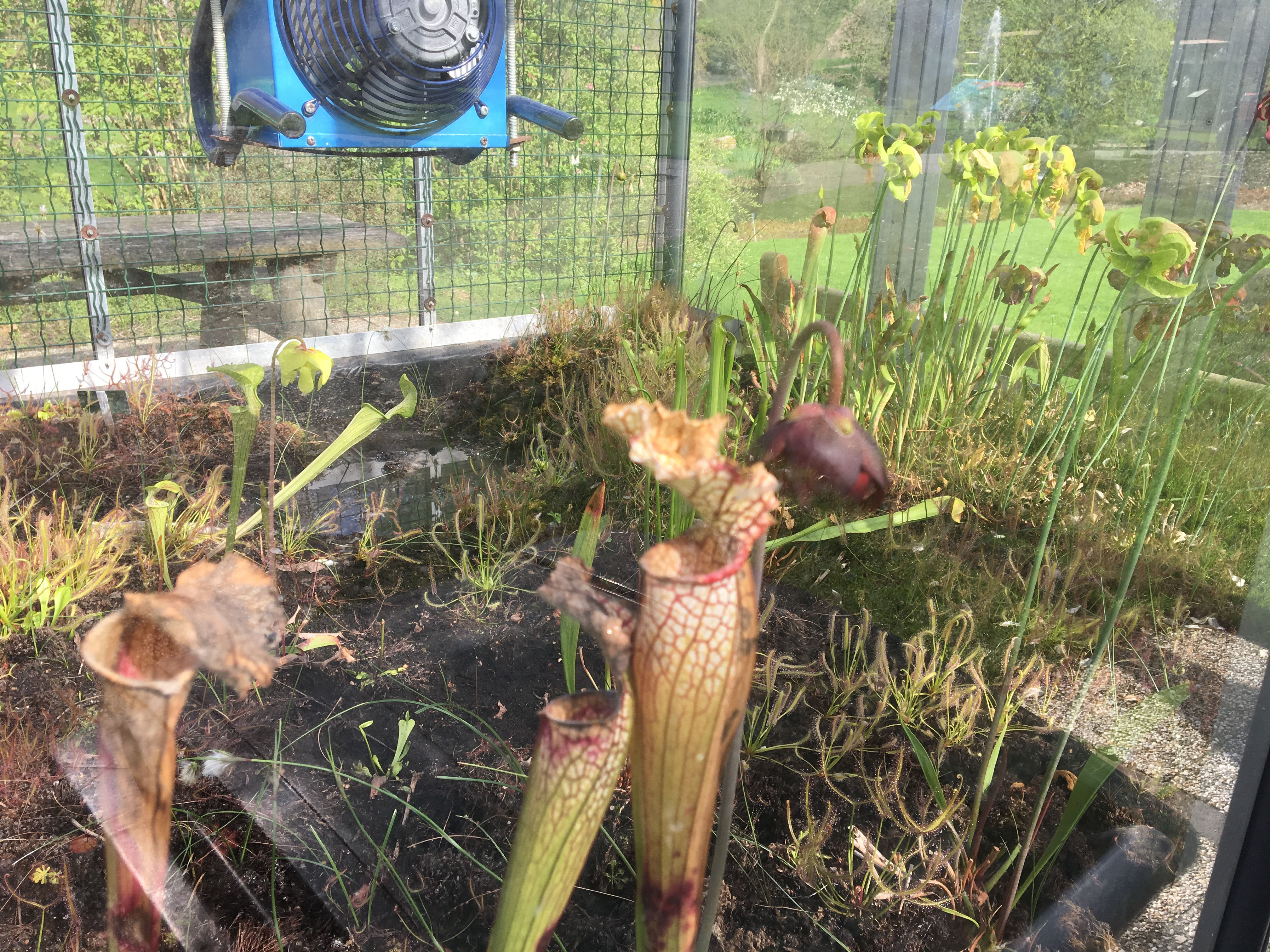
Vleeseterskasje
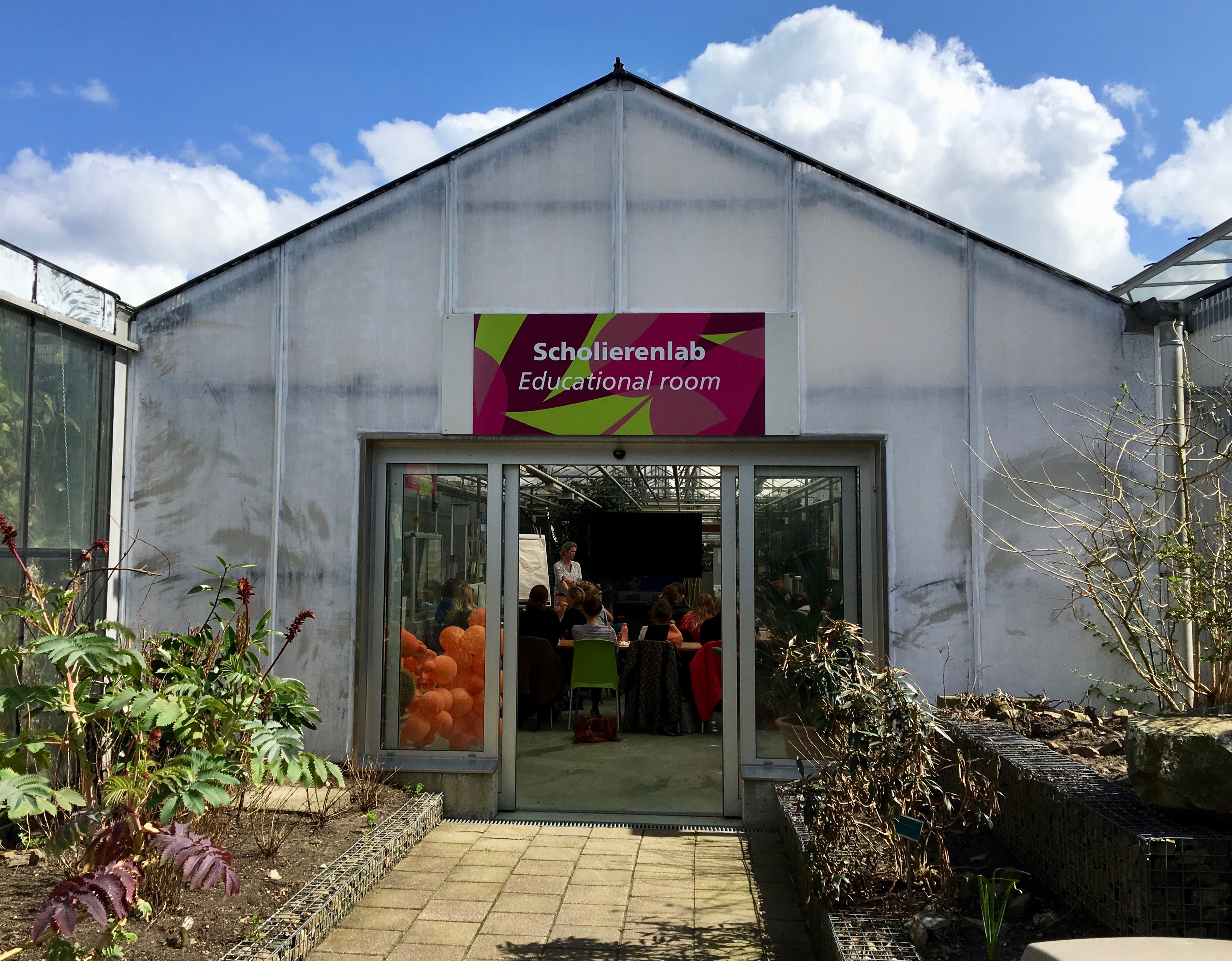
Scholierenlab
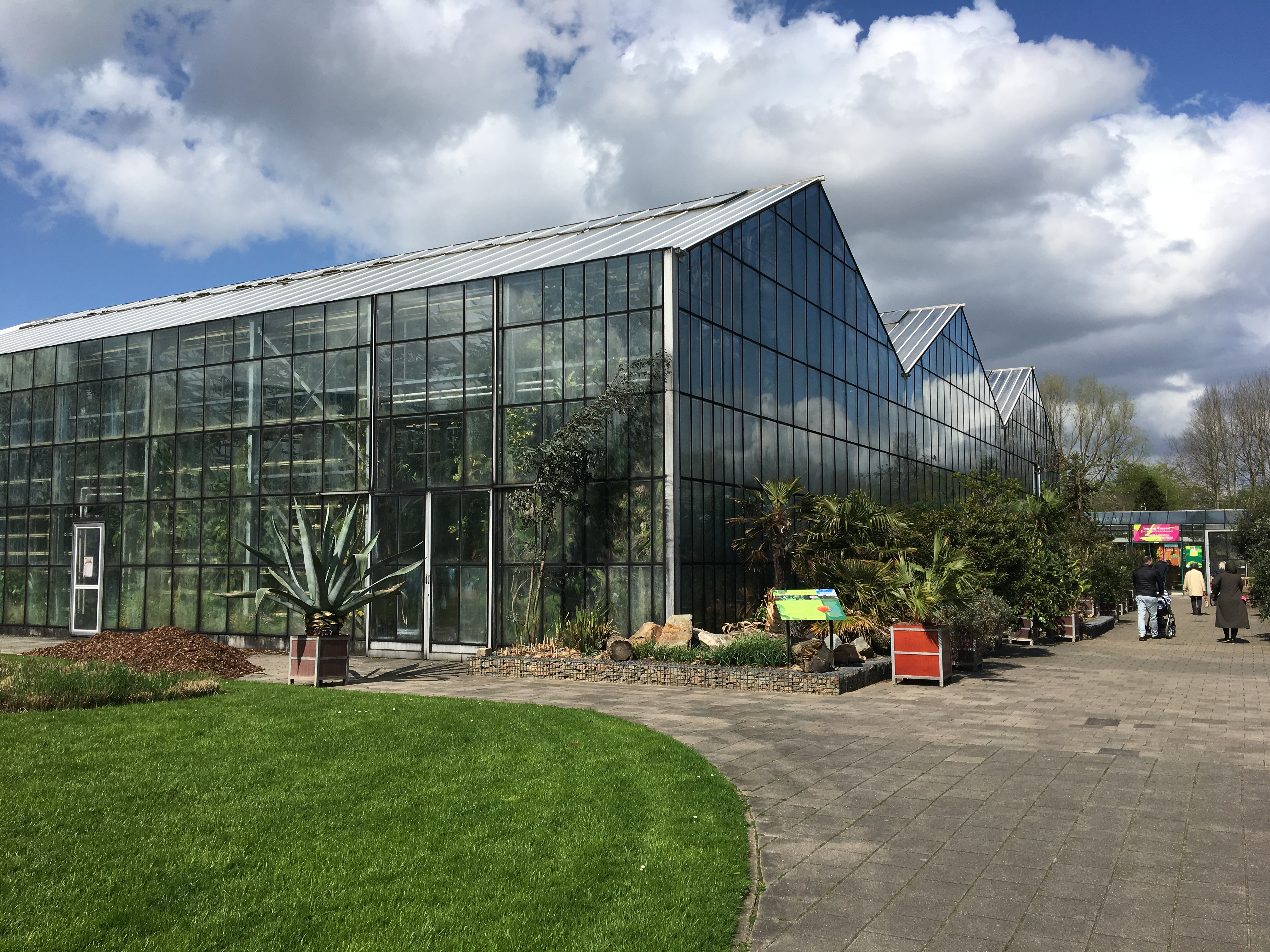
Tropische kassen